# Diplospora velutina
Diplospora velutina är en måreväxtart som beskrevs av George King och James Sykes Gamble. Diplospora velutina ingår i släktet Diplospora och familjen måreväxter. Inga underarter finns listade i Catalogue of Life.